# 우산동(하남)시외버스정류소
우산동시외버스정류소는 광주광역시 광산구 우산동에 있는, 대한민국의 시외버스정류장이다. 
2019년 8월 26일에 금호고속이 광산구 주민들의 편의를 위해서 신규영업했다. 위치는 우산동 KDB 산업은행 인근 버스승강장 옆이다.

## 운행 노선
주로 목포, 해남, 완도 방면으로 운행하는 시외버스 노선이 정차한다. 유스퀘어에서 출발 후 약 10분 뒤에 도착한다고 하나 당시 교통상황에 따라 도착시간은 달라질 수 있다. 웬만하면 시간표에 첨부된 시간에 승차하도록 하자.
| 방면        | 행선지                       |
| ----------- | ---------------------------- |
| 호남권 방면 | 목포, 남악, 해남, 완도, 원동 |